# رویدادهای سپتامبر ۲۰۱۹ در بازار رپوی ایالات متحده

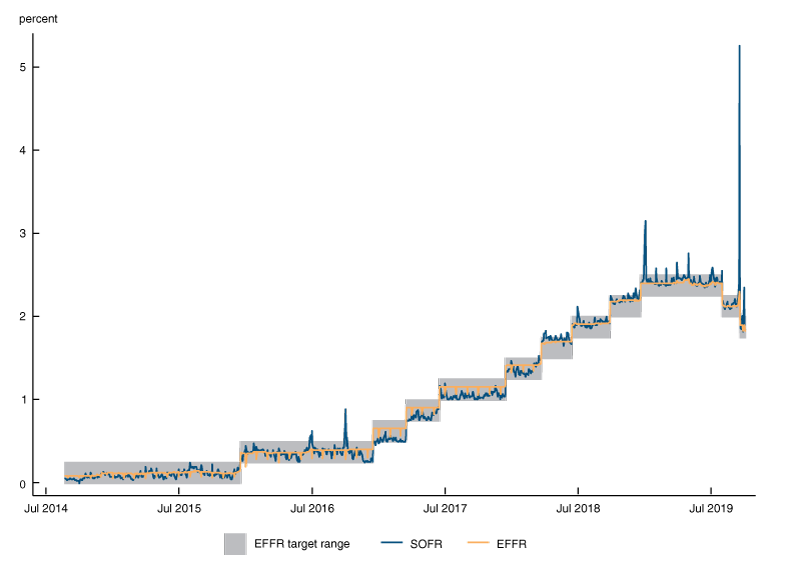
نرخ تأمین مالی یک شبه تضمین شده و نرخ مؤثر وجوه فدرال (و محدوده هدف آن) بین ژوئیه ۲۰۱۴ تا اکتبر ۲۰۱۹، که در اواسط سپتامبر ۲۰۱۹ یک جهش را نشان می‌دهد.

در ۱۷ سپتامبر ۲۰۱۹، نرخ بهره قراردادهای بازخرید یک شبه (یا «رپو»)، که وام‌های کوتاه‌مدت بین مؤسسات مالی هستند، یک جهش ناگهانی و غیرمنتظره را تجربه کردند. معیاری برای نرخ بهره در بازپرداخت‌های یک شبه در ایالات متحده، نرخ تأمین مالی یک شبه تضمین شده(SOFR)، از ۲٫۴۳ درصد در ۱۶ سپتامبر به ۵٫۲۵ درصد در ۱۷ سپتامبر افزایش یافت. در طی روز معاملاتی، نرخ بهره به ۱۰ درصد رسید. این فعالیت همچنین بر نرخ‌های بهره وام‌های بدون تضمین بین مؤسسات مالی تأثیر گذاشت و نرخ بهره مؤثر وجوه فدرال (EFFR) که به عنوان معیاری برای چنین نرخ‌هایی عمل می‌کند، بالاتر از محدوده هدف تعیین‌شده توسط فدرال رزرو حرکت کرد.
این فعالیت باعث مداخله اضطراری توسط بانک فدرال رزرو نیویورک شد که در ۱۷ سپتامبر ۷۵ میلیارد دلار نقدینگی به بازارهای رپوتزریق کرد و این کار را هر روز صبح تا پایان هفته ادامه داد. در ۱۹ سپتامبر، کمیته بازار آزاد فدرال رزرو نیز سود پرداختی به ذخایر بانکی را کاهش داد. این اقدامات در نهایت در آرام کردن بازارها موفقیت‌آمیز بود و تا ۲۰ سپتامبر، نرخ‌ها به سطح باثباتی بازگشتند. بانک فدرال رزرو نیویورک تا ژوئن ۲۰۲۰ به‌طور منظم نقدینگی لازم را برای بازار رپوفراهم می‌کرد.
دلایل افزایش نرخ فوراً مشخص نشد. بعدها اقتصاددانان علت اصلی آن را کمبود موقت پول نقد موجود در سیستم مالی دانستند که خود ناشی از دو رویداد در ۱۶ سپتامبر بود: سررسید پرداخت مالیات سه‌ماهه شرکت‌ها و انتشار اوراق جدید خزانه داری. اثرات این کمبود موقت با کاهش سطح ذخایر در سیستم بانکی تشدید شد. سایر عوامل مؤثر توسط اقتصاددانان و ناظران پیشنهاد شده‌است.

## پیش زمینه

### وام دهی یک شبه
بانک‌ها و مؤسسات مالی ذخایر نقدی خود را به صورت روزانه تجزیه و تحلیل می‌کنند و ارزیابی می‌کنند که آیا آنها مازاد یا کسری وجه نقد با توجه به نیازهای خود دارند. بانک‌هایی که نقدینگی کافی برای تأمین نیاز نقدینگی خود ندارند، آن را از بانک‌ها و صندوق‌های بازار پول با وجه نقد مازاد وام می‌گیرند. این نوع وام معمولاً یک شبه انجام می‌شود، به این معنی که وجه نقد روز بعد بازپرداخت می‌شود.

### بازار رپو
قراردادهای بازخرید، که معمولاً به عنوان رپو نامیده می‌شوند، نوعی وام هستند که توسط اوراق بهادار تضمین می‌شوند و عموماً برای مدت کوتاهی ارائه می‌شوند. اگرچه رپوها از نظر اقتصادی معادل وام‌های تضمین شده‌است، اما از نظر قانونی به عنوان یک فروش و پس از آن خرید مجدد اوراق بهادار ساخت یافته‌است.در یک تراکنش رپو دو مرحله وجود دارد. ابتدا وام گیرنده اوراق بهادار خود را به وام دهنده می‌فروشد و در ازای آن پول نقد دریافت می‌کند. دوم، وام گیرنده اوراق بهادار را از وام دهنده با بازپرداخت مبلغ نقدی که دریافت کرده به اضافه مبلغ اضافی، که همان بهره است، دوباره خریداری می‌کند.این ساختار به وام دهندگان این امکان را می‌دهد که وام‌هایی با ریسک بسیار کم ارائه کنند، و وام گیرندگان با نرخ‌های پایین وام بگیرند.
بازار رپو توسط بانک‌ها، موسسات مالی و سرمایه‌گذاران نهادی برای استقراض نقدینگی برای رفع نیازهای نقدینگی یک شبه خود استفاده می‌شود یا برای تأمین مالی موقعیت‌ها در بازار.در این زمینه، اوراق بهادار بازخرید شده اغلب اوراق بهادار خزانه داری هستند، اما می‌توانند اوراق بهادار نهادهای تحت دولت آمریکا و اوراق بهادار با پشتوانه رهنی نیز باشند.نرخ تأمین مالی یک شبه تضمینی (SOFR) یک سنجه جامع از هزینه استقراض نقدی یک شبه است که توسط اوراق بهادار خزانه داری تضمین می‌شود.حجم روزانه معاملات ریپو به‌طور کلی حدود ۱ تریلیون دلار تخمین زده می‌شود. از این رو، به گفته اقتصاددانان بانک تسویه بین‌المللی، «هر گونه اختلال پایدار در این بازار [...] می‌تواند به سرعت باعث ایجاد موجی در سیستم مالی شود».
بازار رپو در ایالات متحده به‌طور کلی به دو بخش تقسیم می‌شود: بازار سه طرفه و بازار دوجانبه. بازار سه طرفه شامل معامله گران بزرگ و ممتاز است که وجه نقد از صندوق‌های بازار پول قرض می‌گیرند. این بخش «سه‌طرفه» نامیده می‌شود، زیرا یک شخص ثالث، بانک نیویورک ملون، خدمات مختلفی را به فعالان بازار ارائه می‌کند. بازار دوجانبه شامل معامله گران بزرگی است که به وام گیرندگان مانند معامله گران کوچکتر و صندوق‌های تأمینی وام می‌دهند. یک رویه معمول این است که معامله گران در بازار سه طرفه وجه نقد قرض می‌گیرند تا آن را به مشتریان خود در بازار دوجانبه قرض دهند.

### بازار وجوه فدرال

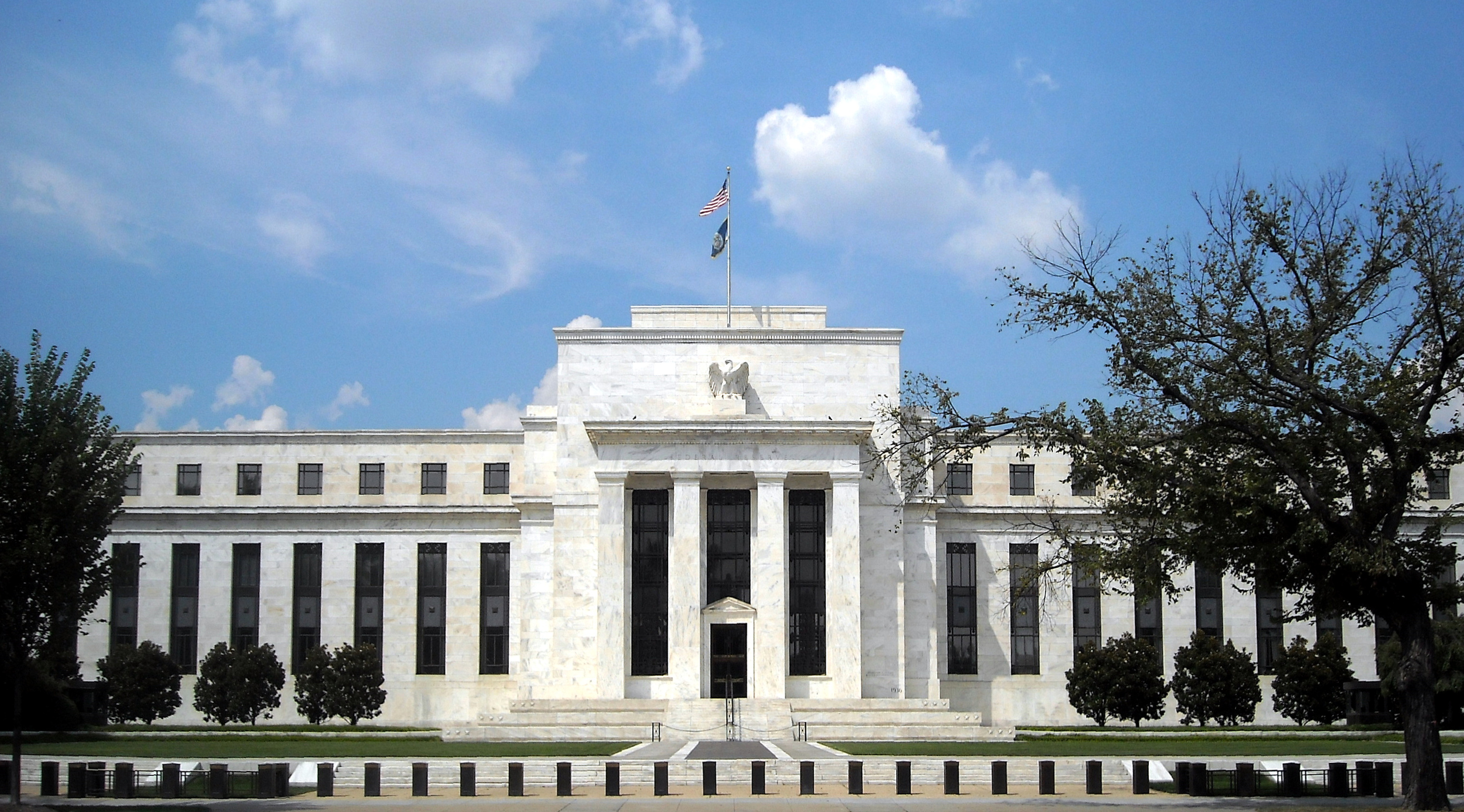
ساختمان اکلز در واشینگتن دی سی، که به عنوان مقر سیستم فدرال رزرو فعالیت می‌کند.

وجوه فدرال، وجوهی هستند که توسط مؤسسات مالی یک شبه وام یا قرض گرفته می‌شوند تا نیازهای نقدینگی خود را برآورده کنند. بر خلاف رپوها، وجوه فدرال بدون تضمین هستند.به گفته فردریک میشکین اقتصاددان و استنلی ایکینز، استاد امور مالی، اصطلاح «وجوه فدرال» گمراه کننده است: «وجوه فدرال هیچ ارتباطی با دولت فدرال ندارند» و «این اصطلاح از این واقعیت ناشی می‌شود که این وجوه در محل فدرال رزرو نگهداری می‌شوند.».بازار رپو و بازار وجوه فدرال از نظر تئوری مجزا هستند. با این حال، پیوندها و تعاملات قابل توجهی بین این دو وجود دارد و شوک‌ها در یک بازار می‌توانند خود را به بازار دیگر منتقل کنند.
نرخ بهره وجوه فدرال جزء مهمی از سیاست پولی ایالات متحده است. برای اجرای سیاست پولی خود، کمیته بازار آزاد فدرال رزرو یک محدوده هدف را برای نرخ وجوه فدرال تعیین می‌کند.اگرچه فدرال رزرو نمی‌تواند مستقیماً نرخی را که عمدتاً توسط نیروهای عرضه و تقاضا تعیین می‌شود، کنترل کند،  می‌تواند با تعدیل نرخ بهره موجودی ذخیره شده توسط بانک‌ها در فدرال رزرو، بر آن تأثیر بگذارد، یا توسط خرید (یا فروش) اوراق بهادار از (یا به) بانک‌ها.معیار نرخ بهره روی وجوه فدرال، نرخ مؤثر وجوه فدرال (EFFR) است که به عنوان نرخ بهره متوسط مؤثر تراکنش‌های یک شبه صندوق‌های فدرال در هر روز کاری محاسبه می‌شود و توسط بانک فدرال رزرو نیویورک منتشر شده‌است.

## رویدادها

### افزایش نرخ‌ها
پیش از سپتامبر ۲۰۱۹، هر دو نرخ تأمین مالی یک شبه تضمین شده و نرخ مؤثر وجوه فدرال کاملاً پایدار بودند. نرخ تأمین مالی یک شبه تضمین شده از سال ۲۰۱۵ به جز یک روز در محدوده هدف کمیته بازار آزاد فدرال باقی مانده بود. نرخ تأمین مالی یک شبه تضمین شده کمی نوسانی تر بود، به خصوص در حدود تاریخ‌های گزارش پایان سه‌ماهه، اما به ندرت بیش از ۰٫۲ واحد درصد در یک روز جابه‌جا شده بود. در روز دوشنبه ۱۶ سپتامبر، نرخ تأمین مالی یک شبه تضمین شده به ۲٫۴۳ درصد رسید که نسبت به روز کاری قبل (آدینه، ۱۳ سپتامبر) ۰٫۱۳ واحد درصد افزایش داشت. نرخ مؤثر وجوه فدرال ۲٫۲۵ درصد بود که نسبت به ۱۳ سپتامبر ۰٫۱۱ درصد افزایش داشت. نرخ مؤثر وجوه فدرال در حد بالایی محدوده هدف فدرال رزرو معامله می‌شد که ۲ تا ۲٫۲۵ درصد بود.
در صبح  روز سه‌شنبه، ۱۷ سپتامبر، نرخ‌های بهره در معاملات رپو یک شبه افزایش ناگهانی و غیرمنتظره را تجربه کردند.در طول روز معاملاتی، نرخ‌های بهره در معاملات یک شبه رپو تا ۱۰ درصد افزایش یافت،  که ۱ درصد بالای معاملات به ۹ درصد رسید.سنجه نرخ تأمین مالی یک شبه تضمین شده ۲٫۳ واحد درصد افزایش یافت و به ۵٫۲۵ درصد در روز رسید. فشارها در بازار رپو به سرعت به بازار وجوه فدرال سرازیر شد،  و نرخ مؤثر وجوه فدرال بالاتر از محدوده هدف خود به ۲٫۳ درصد رسید.

### اقدامات فدرال رزرو

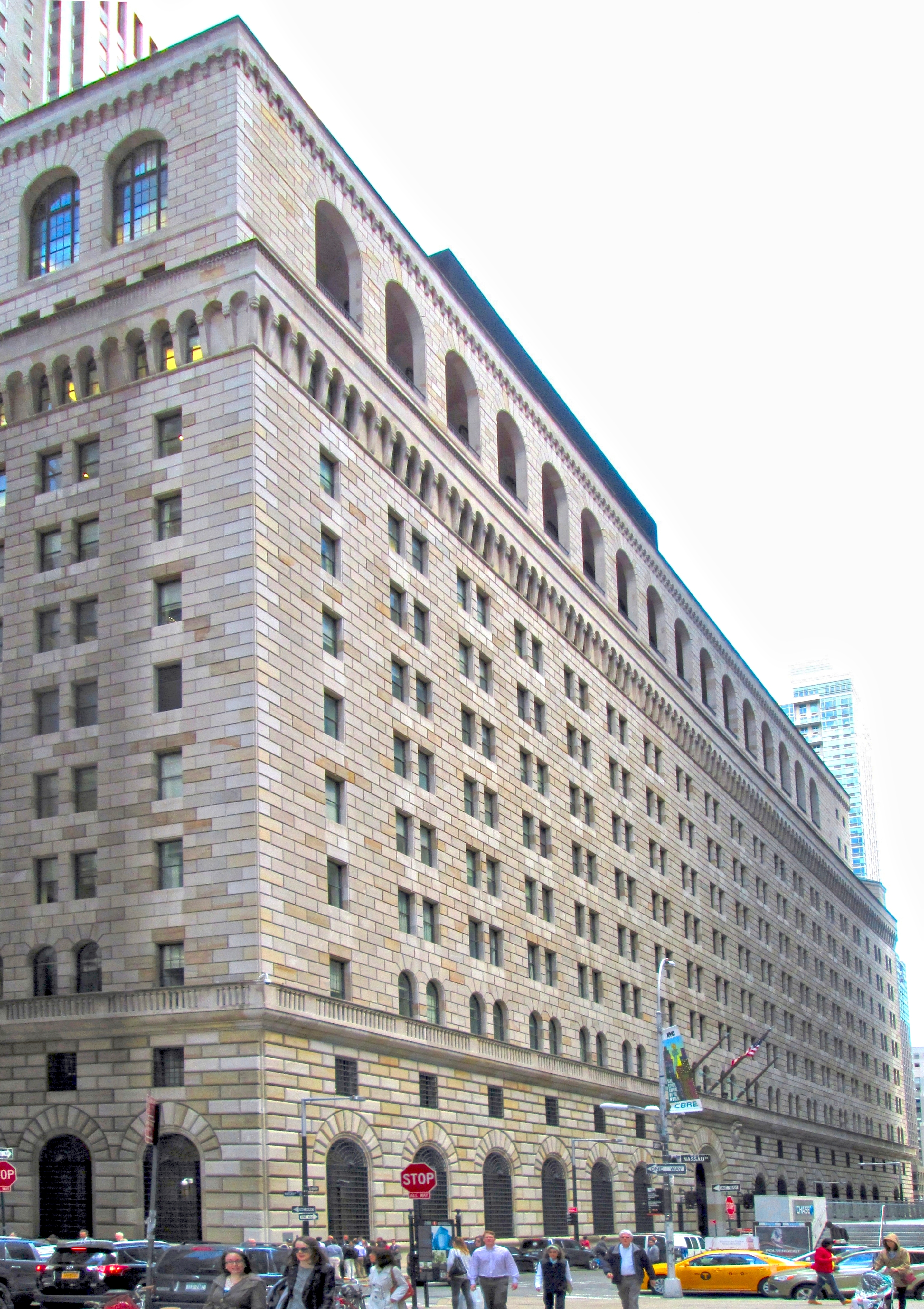
ساختمان بانک فدرال رزرو نیویورک درشماره ۳۳ خیابان لیبرتی که از جانب غرب دیده می‌شود.

از صبح روز سه شنبه، ۱۷ سپتامبر، بانک فدرال رزرو نیویورک (یا فدرال رزرو نیویورک) شروع به اقداماتی برای بازگرداندن ثبات به بازار کرد. اندکی پس از ساعت ۹ صبح، اعلام کرد که شروع به وام دادن نقدی به وام گیرندگان در بازار رپو به مبلغ ۷۵ میلیارد دلار خواهد کرد.فدرال رزرو نیویورک به عنوان وثیقه، اوراق بهادار خزانه داری، اوراق بدهی نهادهای تحت حمایت دولت آمریکا و گواهی پشتوانه رهن کارگزاریها را می‌پذیرد.نرخ بهره مدت کوتاهی پس از اعلام شروع به کاهش کرد.بیشتر معاملات رپو در اوایل صبح انجام می‌شود و بنابراین قبل از اعلام فدرال رزرو نیویورک انجام شده‌است: در نتیجه، تنها ۵۳ میلیارد دلار توسط فعالان بازار از فدرال رزرو نیویورک وام گرفته شد.
در بعدازظهر ۱۷ سپتامبر، نرخ‌های رپو نسبتاً بالا ماند، زیرا فعالان بازار مطمئن نبودند که آیا فدرال رزرو نیویورک به مداخله خود در روزهای بعد ادامه می‌دهد یا خیر. این نگرانی‌ها زمانی کاهش یافت که فدرال رزرو نیویورک در ساعت ۸:۱۵ صبح روز بعد (چهارشنبه ۱۸ سپتامبر) اعلام کرد که دومین عملیات وام دهی یک شبه ۷۵ میلیارد دلاری را انجام خواهد داد.
سپس نرخ‌های رپو تثبیت شد و نرخ‌های وجوه فدرال به محدوده هدف فدرال رزرو نزدیک‌تر شد.
در ۱۹ سپتامبر، کمیته بازار آزاد فدرال، نرخ بهره پرداختی به مانده ذخایر بانک‌ها را کاهش داد، تا نرخ مؤثر وجوه فدرال را کاهش دهد، که تمایل دارد کمی بالاتر از نرخ پرداخت شده در ذخایر بانکی معامله شود.این تصمیم همچنین شانس بازگشت نرخ مؤثر وجوه فدرال به سطوح بالاتر از محدوده هدف فدرال رزرو را کاهش داد.در همین حال، فدرال رزرو نیویورک به وام روزانه ۷۵ میلیارد دلاری یک شبه به فعالان بازار هر روز صبح هفته، تا جمعه ۲۰ سپتامبر ادامه داد.هر سه عملیات به‌طور کامل پرداخت شدند.در ۲۰ سپتامبر، فدرال رزرو نیویورک اعلام کرد که به انجام عملیات به‌طور روزانه تا ۱۰ اکتبر ادامه خواهد داد.
اقدامات فدرال رزرو و فدرال رزرو نیویورک در آرام کردن فعالیت بازار موفقیت‌آمیز بود: تا ۲۰ سپتامبر، نرخ تراکنش‌های یک شبه رپو به ۱٫۷۵ درصد کاهش یافت و نرخ‌های صندوق‌های فدرال رزرو به ۱٫۹ درصد کاهش یافت.

### پیامد
فدرال رزرو نیویورک به مدت چند ماه به ارائه نقدینگی به فعالان بازار ادامه داد تا نوسانات را کنترل و محدود کند. در ژوئن ۲۰۲۰، فدرال رزرو نیویورک، پس از مشاهده «بهبود قابل توجه» در شرایط بازار، عملیات خود را در بازار مخزن‌های سهام منقبض کرد. از ژوئن ۲۰۲۰، فعالان بازار استفاده از تسهیلات نقدینگی فدرال رزرو را متوقف کردند.در ژانویه ۲۰۲۱، فدرال رزرو نیویورک به دلیل «عملکرد روان و پایدار» بازار، به‌طور کلی تسهیلات رپوی خود را متوقف کرد.

## عوامل پیشنهادی
علت رویدادهای بازار سپتامبر ۲۰۱۹ بلافاصله مشخص نشد، و وال استریت ژورنال این رویداد را به عنوان یک «معما» توصیف کرد.با گذشت زمان، ناظران بازار و اقتصاددانان ترکیبی از چندین عامل را به عنوان دلایل افزایش نرخ‌ها پیشنهاد کرده‌اند.

### کمبود موقت نقدینگی

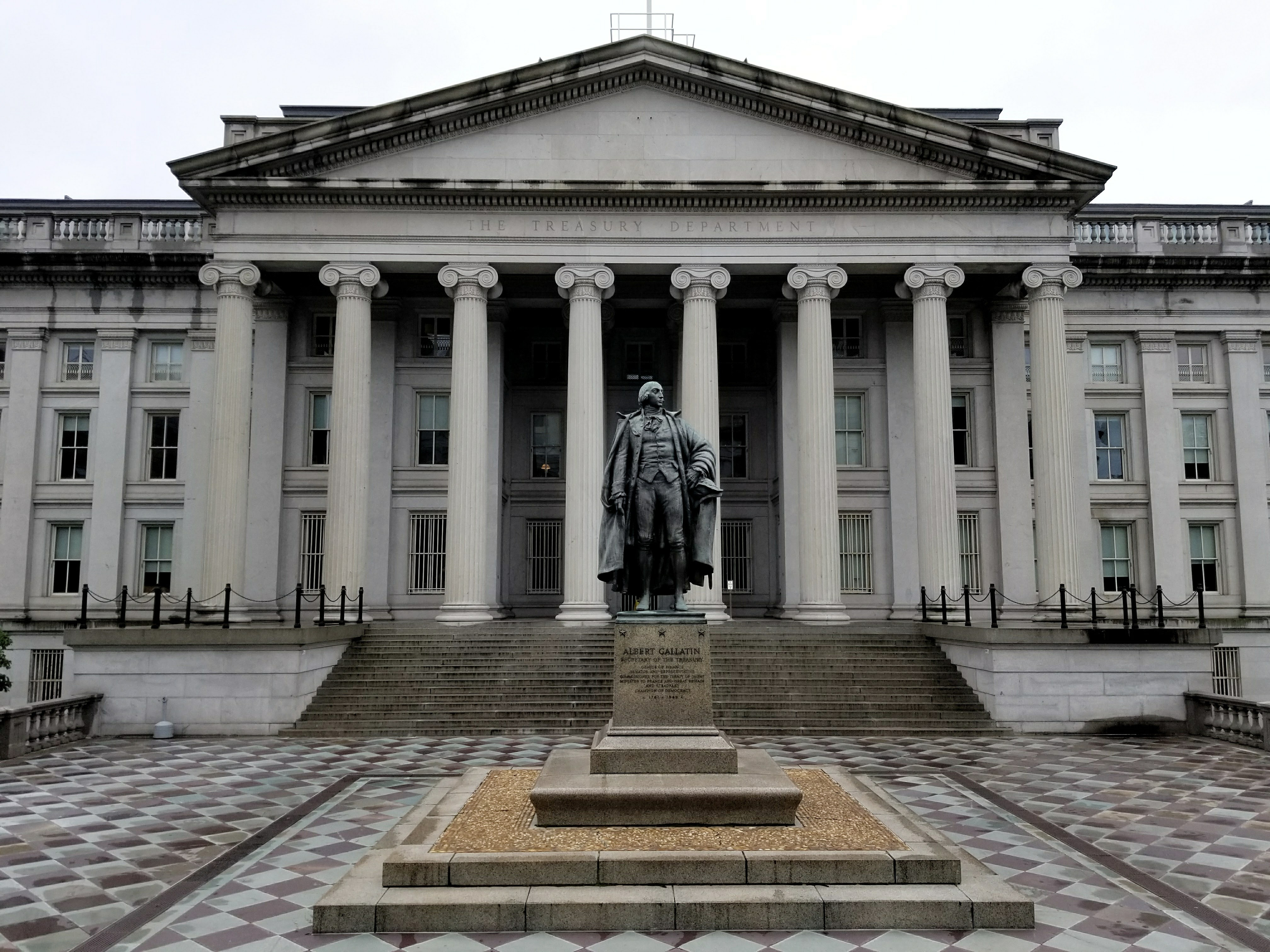
وزارت خزانه داری ایالات متحده اوراق بهادار خزانه داری صادر می‌کند و مالیات‌های فدرال را از طریق خدمات درآمد داخلی دریافت می‌کند.

دو اتفاق در اواسط سپتامبر اتفاق افتاد که مقدار پول نقد موجود در سیستم را کاهش داد و بنابراین بر بازار تأمین مالی یک شبه فشار وارد کرد.
اولاً، مالیات سه‌ماهه شرکتی در ۱۶ سپتامبر ۲۰۱۹ سررسید می‌شدند. در نتیجه مقدار قابل توجهی وجه نقد از حساب مشتریان برداشت و به خزانه واریز شد. در طی چند روز، مالیات دهندگان بیش از ۱۰۰ میلیارد دلار از سیستم بانکی و صندوق‌های بازار پول برای پرداخت مالیات خود خارج کردند.این امر باعث کاهش مقدار نقدینگی موجود در سیستم و به‌ویژه در بازار رپو شد، زیرا بانک‌ها و صندوق‌های بازار پول عموماً وجه نقد اضافی خود را در بازار رپو قرض می‌دهند.
ثانیاً، اوراق جدید خزانه داری در ۱۶ سپتامبر تسویه شد، به این معنی که مبلغ آنها توسط خریداران آنها در این تاریخ پرداخت شد.کل مبلغ پرداخت شده توسط خریداران در ازای اوراق بهادار خزانه داری ۵۴ میلیارد دلار بود، که از حساب‌های بانکی و بازار پول آنها برداشت شد.با این حال، «[یک] سهم قابل توجهی از بدهی‌های خزانه داری تازه منتشر شده معمولاً توسط کارگزاران اوراق بهادار خریداری می‌شود که سپس به تدریج اوراق قرضه را به مشتریان خود می‌فروشند.»از لحظه ای که کارگزاران اوراق بهادار تازه منتشر شده خزانه داری را خریداری می‌کنند و لحظه ای که می‌توانند آنها را به مشتریان بفروشند، با وام دادن اوراق بهادار در بازار رپو، هزینه خرید خود را تأمین مالی می‌کنند.بنابراین، اوراق بهادار خزانه داری بیشتری برای تأمین مالی در بازار در ۱۶ سپتامبر وجود داشت، اما پول نقد کمتری در دسترس وام گیرندگان برای خرید آنها بود.
در نتیجه، به نظر می‌رسید که نرخ افزایش یافته برای تأمین مالی یک شبه ناشی از افزایش موقت تقاضا برای پول نقد و کاهش موقت و همزمان عرضه نقدینگی باشد،  که منجر به کمبود پول نقد در دسترس در سیستم شد.

### عوامل دیگر
با این وجود، کمبود موقت پول نقد برای توضیح شدت حرکت مشاهده شده در سپتامبر ۲۰۱۹ کافی نیست. به نظر می‌رسد که اثرات کمبود موقت نقدینگی با روندهای گسترده‌تر بازار تشدید شده‌است.

#### کاهش ذخایر بانکی

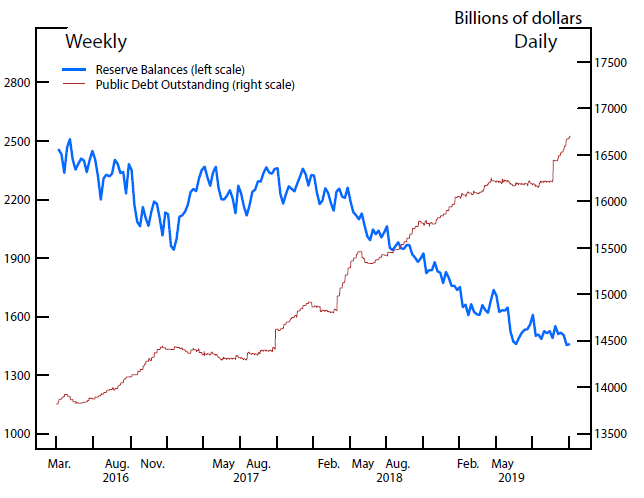
اوراق خزانه داری معوق (خط قرمز) در مقابل موجودی ذخیره (خط آبی) از ژانویه ۲۰۱۶ تا فوریه ۲۰۲۰.

رویدادهای سپتامبر ۲۰۱۹ با کاهش سطح ذخایر در سیستم بانکی همراه بوده‌است.منظور از ذخایر، در این زمینه؛ وجوه نقدی است که بانک‌ها در حساب‌های بانک مرکزی نگهداری می‌کنند. کارکرد اصلی ذخایر این است که بانک‌ها به‌طور کلی به عنوان روشی برای تسویه تراکنش‌هایی که بین مشتریانشان انجام شده‌است، پرداخت‌هایی را به یکدیگر انجام دهند. ذخایر را می‌توان با هزینه‌های دولت افزایش داد، که منجر به انتقال پول نقد از حساب‌های دولتی به حساب‌های بانکی می‌شود. در مقابل، دولت می‌تواند با فروش اوراق قرضه دولتی، مانند اوراق بهادار خزانه، به سرمایه گذاران، ذخایر را کاهش دهد، که منجر به انتقال وجه نقد از حساب‌های بانکی (و در نتیجه ذخایر) به حساب‌های دولتی می‌شود.
در طی و پس از بحران مالی ۲۰۰۷–۲۰۰۸، فدرال رزرو با خرید تریلیون‌ها دلار اوراق بهادار خزانه داری و اوراق بهادار با پشتوانه وام مسکن از بانک‌ها و سرمایه گذاران، اقتصاد را تحریک کرد. در نتیجه، ذخایر از حدود ۱۰ میلیارد دلار در پایان سال ۲۰۰۷ به حداکثر ۲٫۸ تریلیون دلار در سال ۲۰۱۴ افزایش یافت.در اکتبر ۲۰۱۷، فدرال رزرو شروع به کاهش اندازه دارایی‌های خود کرد،به ویژه با توقف خرید اوراق بهادار خزانه داری و اجازه دادن به انقضای موجودی اوراق خزانه خود. در نتیجه، ذخایر به تدریج شروع به کاهش کرد،  و موسسات مالی شروع به نگهداری مقدار فزاینده ای از اوراق بهادار خزانه داری کردند.به گفته اقتصاددانان بانک تسویه بین‌المللی، این روند به ویژه در چهار بانک اصلی که به عنوان وام دهنده در بازار رپو فعال هستند مشهود بود: از سال ۲۰۱۸، دارایی‌های نقدی آنها به‌طور فزاینده ای به سمت اوراق بهادار خزانه داری منحرف شد که این امر کار را برای آنها بابت قرض دادن پول نقد خود در هنگامی که تقاضا افزایش می‌یابد دشوارتر کرد.
در اواسط سپتامبر ۲۰۱۹، عرضه ذخایر در سیستم بانکی به ۱٫۴ تریلیون دلار رسید که کمترین میزان از سال ۲۰۱۱ است.اقتصاددانان و تحلیلگران پیشنهاد کرده‌اند که چنین مقدار اندکی از ذخایر ممکن است کمبود نقدینگی را که در ۱۷ سپتامبر تجربه شده بود تشدید کند.

#### مقررات و مدیریت نقدینگی

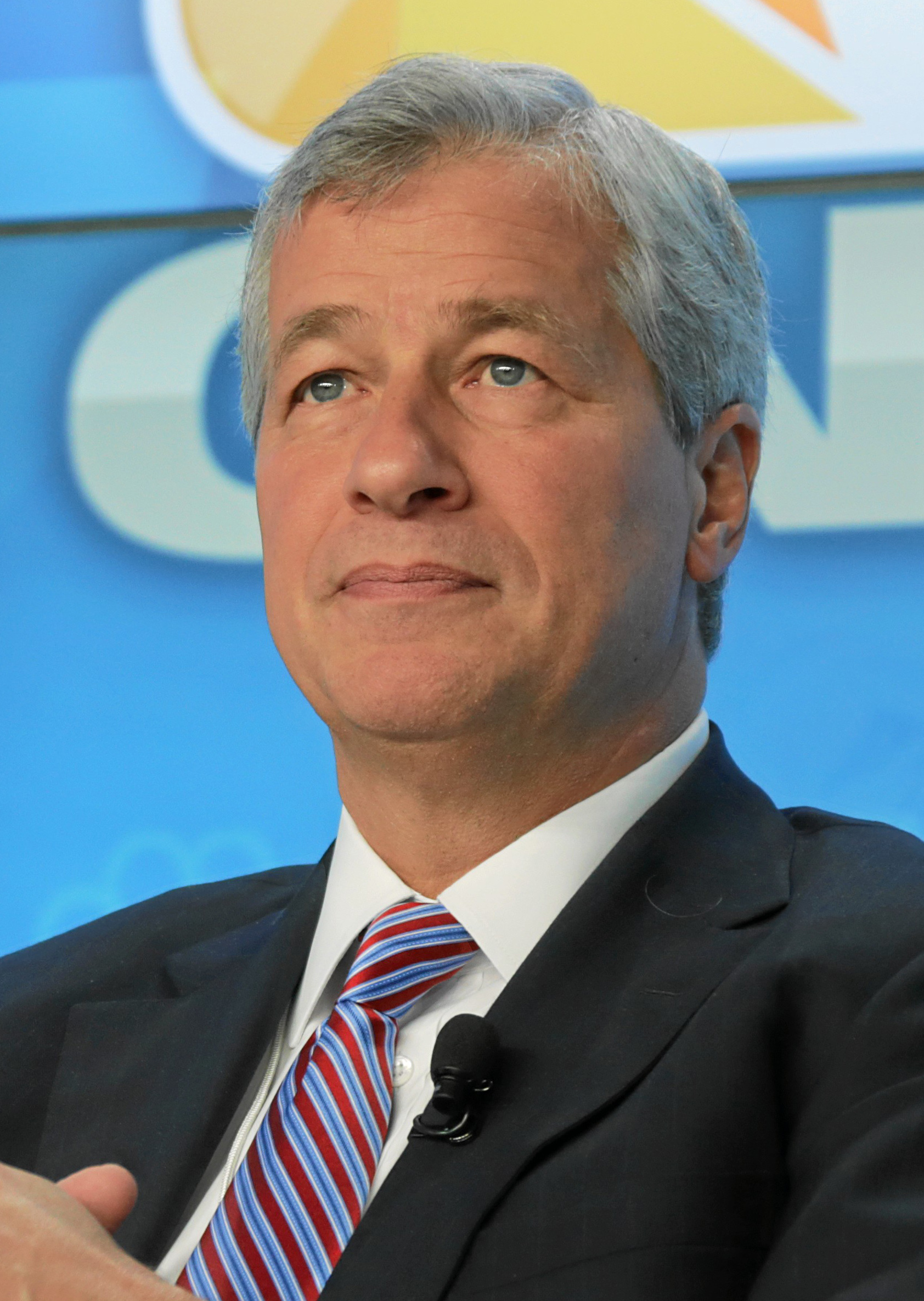
جیمی دایمن، مدیر عامل جی پی مورگان.

به گفته جیمی دایمن، مدیر عامل جی پی مورگان، این بانک پول نقد و تمایل به استفاده نقدینگی در بازارهای رپو را داشت، اما با مقررات مربوط به نقدینگی بانک از انجام این کار جلوگیری شد.مقررات نقدینگی بانک‌ها را ملزم می‌کند تا همیشه دارایی‌های نقدی (مانند پول نقد) را برای زنده ماندن در سناریوهای بحران، مانند بحران‌های بانکداری، نگه دارند.
برخی از اقتصاددانان اذعان کرده‌اند که مقررات نقدینگی ممکن است بانک‌ها را از اعطای وام نقدی بیشتر در بازارهای رپو در سپتامبر ۲۰۱۹ بازداشته باشد و در نتیجه به کمبود نقدینگی کمک کند.سایر محققان دیدگاه متفاوتی داشته‌اند. آنها استدلال کرده‌اند که ناتوانی بانک‌ها در استفاده سریع نقدینگی برای سود بردن از نرخ‌های بالا ناشی از خود مقررات نقدینگی نیست، بلکه ناشی از چارچوب مدیریت ریسک محتاطانه‌تر است که پس از بحران ۲۰۰۷–۲۰۰۸ توسط بانک‌ها وضع شده‌است. ]آنها همچنین خاطرنشان کرده‌اند که سایر وام‌دهندگان مهم در بازار رپو، مانند صندوق‌های بازار پول و صندوق‌های بازنشستگی، علیرغم اینکه مشمول مقررات بانکی نبودند، به‌طور مشابه در اواسط سپتامبر ۲۰۱۹ تمایلی به وام دادن نداشتند.

#### سایر عوامل پیشنهادی
اقتصاددانان و ناظران بازار عوامل دیگری را به عنوان دلایل احتمالی افزایش در اواسط سپتامبر مطرح کرده‌اند:
- به گفته اقتصاددانان فدرال رزرو نیویورک، عدم کشش تقاضا برای تأمین مالی در بخش سه جانبه بازار رپو، [۱۷][۵۳] به طوری که «حتی تغییرات کوچک در عرضه و تقاضای پول نقد می‌تواند منجر به افزایش شدید نرخ بهره شود». [۵۴]
- شگفتی ناشی از افزایش ناگهانی نرخ بهره در صبح روز ۱۷ سپتامبر، که ممکن است وام دهندگان را مجبور به توقف وام دهی خود کند تا زمانی که بتوانند اطلاعات بیشتری در مورد شرایط بازار جمع‌آوری کنند[۵۵]
- کاهش کلی در میزان وام‌دهی توسط صندوق‌های بازار پول که از اوت ۲۰۱۹ آغاز شد، ناشی از تغییر پرتفوی صندوق‌ها به اوراق بهادار خزانه‌داری است که انتظار می‌رفت بازدهی بالاتری را ارائه کند[۵۶]
- پیچیدگی فزاینده مدیریت پول نقد در بانک‌های چند ملیتی ایالات متحده[۵۷]